# Larissa
Larissa (gr. Λάρισα) är en grekisk regiondel (perifereiakí enótita), till 2010 en prefektur, i regionen Thessalien. Regiondelen har cirka 277 973 invånare (1991) och huvudstaden är Larissa. Den totala ytan på regiondelen är 5 381 km² vilket gör den till den näst största regiondelen i Grekland.
Regiondelen är uppdelad i sju kommuner. Perfekten hade 32 kommuner.

- Dimos Agia
- Dimos Elassona
- Dimos Farsala
- Dimos Kileler
- Dimos Larissa
- Dimos Tempi
- Dimos Tyrnavos